# كيفن نيكولز
كيفن نيكولز (بالإنجليزية: Kevin Nichols) (و. 1955  م) هو راكب دراجة هوائية أسترالي، ولد في جرافتون، شارك في الألعاب الأولمبية الصيفية 1984، والألعاب الأولمبية الصيفية 1980، والألعاب الأولمبية الصيفية 1976.

## جوائز
حصل على جوائز منها:

ميدالية نيشان أستراليا

## روابط خارجية
- كيفن نيكولز على موقع أرشيف الدراجات (الإنجليزية)
- كيفن نيكولز على موقع إحصائيات الدراجات الإحترافية (الإنجليزية)
- كيفن نيكولز على موقع أوليمبيديا (الإنجليزية)
- كيفن نيكولز على موقع اللجنة الأولمبية الأسترالية (الإنجليزية)
- كيفن نيكولز على موقع اتحاد ألعاب الكومنولث (مؤرشف) (الإنجليزية)